# باول روبنسون (لاعب كرة قدم بريطاني)
باول روبنسون (بالإنجليزية: Paul Robinson)‏ (28 مايو 1984 في المملكة المتحدة - ) هو لاعب كرة قدم بريطاني في مركز الهجوم. لعب مع غريمسبي تاون ونادي ترانمير روفرز لكرة القدم ونادي يورك سيتي ونادي بليث سبارتانز وVauxhall Motors F.C. ‏ ونيوكاسل بلوستار ‏ وبيدلينجتون تيريرز ‏ وDarlington 1883 ‏ وWhitley Bay F.C. ‏.

## وصلات خارجية
- باول روبنسون (لاعب كرة قدم بريطاني) على موقع قاعدة بيانات كرة القدم.إي يو (الإنجليزية)
- باول روبنسون (لاعب كرة قدم بريطاني) على موقع Soccerbase.com (لاعب) (الإنجليزية)